# Ensenada
Ensenada è una città del Messico, situata nella Bassa California. Fa parte della Municipalità omonima e si trova sulla penisola di Bassa California, a circa 125 km a sud dalla città statunitense di San Diego.
Si trova al centro di una zona di produzione vitivinicola; si dice che la prima Vitis vinifera cresciuta a San Ignacio nel 1703, provenisse dalle viti piantate dal gesuita, padre Juan de Ugarte.